# 马国馨
马国馨（1942年2月28日—），男，原籍上海，生于山东济南，中国建筑学家，中国工程院院士。

## 生平
1965年毕业于清华大学。1991年获清华大学工学博士学位。1997年当选为中国工程院院士。
2001年6月，中国科学技术协会第六次全国代表大会召开，并选举其出任第六届全国委员会常务委员。